# Tartu (1931)
Tartu var en av sex jagare (contre-torpilleurs) av Vauquelin-klass som byggdes för den franska flottan under 1930-talet. Fartyget togs i tjänst 1933 och tillbringade större delen av sin karriär i Medelhavet. Under det spanska inbördeskriget 1936-1939 var hon ett av de fartyg som hjälpte till att upprätthålla icke-interventionsavtalet. När Frankrike förklarade krig mot Tyskland i september 1939 tilldelades alla Vauquelin-klass jagare till högsjöstyrkorna (Forces de haute mer (FHM)) som hade till uppgift att eskortera franska konvojer och stödja de andra kommandona efter behov. Tartu placerades kortvarigt i Skottland i början av 1940 för att stödja de allierade styrkorna i den norska kampanjen, men återvände till Medelhavet i tid för att delta i Operation Vado, en attack mot italienska kustanläggningar efter Italiens inträde i kriget i juni.
Vichyfrankrike reformerade FHM efter den franska kapitulationen i juni. Fartyget sänktes i Toulon när tyskarna ockuperade Vichyfrankrike i november 1942. Fartyget bärgades inte i någon större utsträckning under kriget och vraket skrotades 1956.

## Design och beskrivning

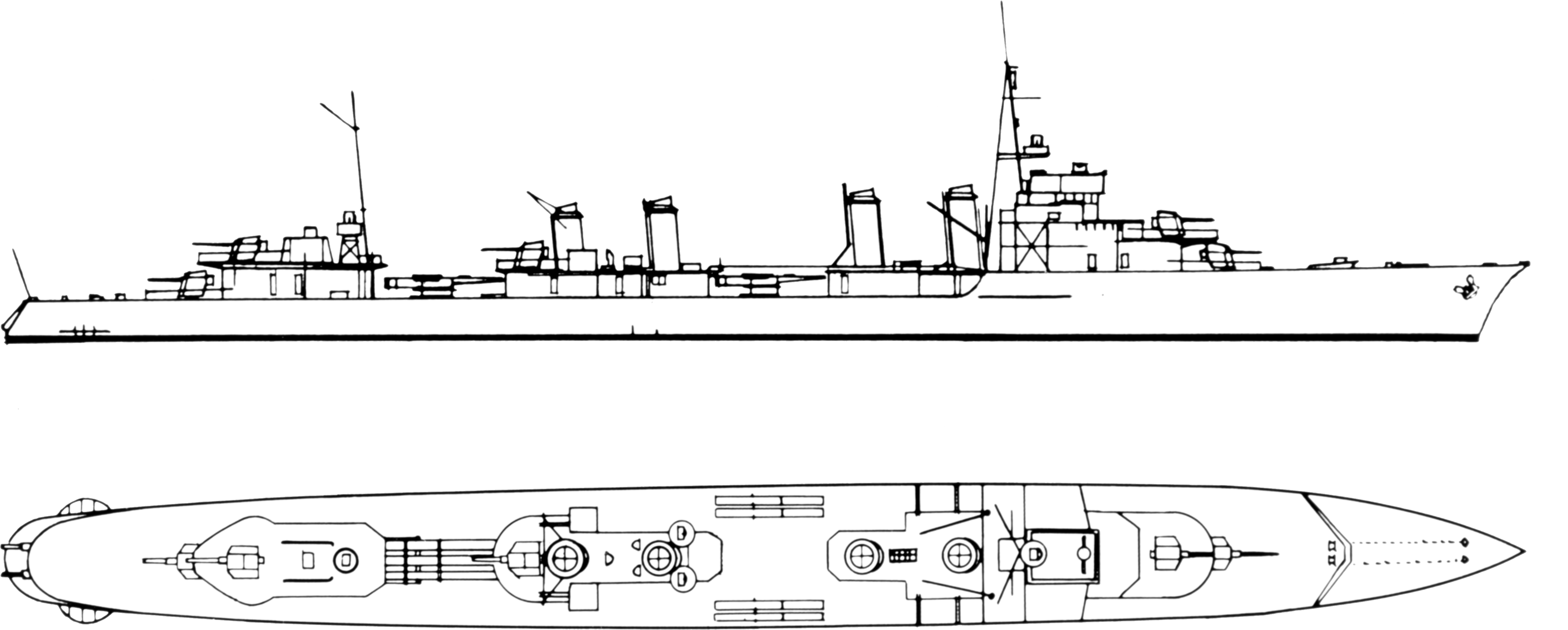
Planritning över en Vauquelin-klass jagare

Fartygen i Vauquelin-klassen konstruerades som förbättrade versioner av de tidigare jagarna i Aigle-klassen. De hade en total längd på 129,3 meter, en bredd på 11,8 meter, och ett djupgående på 4,97 meter. Fartygens deplacement var 2 441 ton vid standardlast och 3 120 ton vid fullast. De drevs av två växlade ångturbiner som var och en drev en propelleraxel med ånga från fyra Du Temple-pannor. Turbinerna var konstruerade för att producera 64.000 hästkrafter (47.000 kW; 63.000 shp), vilket kunde driva fartygen i 36 knop (67 km/h). Under sjötesterna den 24 augusti 1933 gav Tartus Parsons-turbiner 72 790 PS (53 540 kW; 71 790 shp) och hon nådde 39,9 knop (73,9 km/h) under en timme. Fartygen medförde tillräckligt med bränsle för att ge dem en räckvidd på 3 000 nautiska mil (5 600 km) vid 14 knop (26 km/h). Besättningen bestod av 10 officerare och 201 sjömän i fredstid och 12 officerare och 220 man i krigstid.
Vauquelin-klassens huvudbestyckning bestod av fem 13,9 cm kanoner av modell 1927 i enkla skyddade fästen, ett par för och akter om överbyggnaden och den femte kanonen bakom den aktre skorstenen. Deras luftvärn bestod av fyra 37-millimeters Modèle 1927-kanoner i enkelmontage placerade midskepps och två tvillingmontage för 13,2-millimeters Hotchkiss Modèle 1929-kulsprutor på fördäcket bredvid bryggan. Fartygen hade två tvillingfästen för 55 cm torpedtuber över vattnet, ett par på varje bredsida mellan varje par skorstenar samt ett trippelfäste akter om det bakre paret skorstenar som kunde avfyras åt båda sidor. Ett par sjunkbombsrälsar var inbyggda i aktern; dessa rymde totalt sexton 200-kilos sjunkbomber, med ytterligare åtta i reserv. De var också utrustade med ett par sjunkbombskastare, en på varje sida jämsides med de akterliga skorstenarna, för vilka de hade ett dussin 100 kilogram sjunkbomber. Fartygen kunde utrustas med räls för att släppa 40 Breguet B4 530 kilogram sjöminor.

### Modifikationer
Sjunkbombskastarna togs bort 1936 och fler 200-kilos sjunkbomber fördes med i stället. Marinen omprövade sin taktik för ubåtsjakt efter krigsutbrottet i september och avsåg att återinföra sjunkbombskastarna, även om dessa var av en äldre modell än den som tidigare installerats; Tartu hade inte fått sin i början av 1942. Som en tillfällig åtgärd installerades ett par rälsar på aktern för 35 kilogram sjunkbomber. Varje räls kunde rymma tre sjunkbomber och ytterligare tio förvarades i magasinet. Under fartygets luftvärnsombyggnad i mitten av 1941 ersattes stormasten av en plattform för en dubbelmonterad 37-millimeters och två av hennes enkla 37-millimetermonteringar överfördes till plattformen medan de andra två enkla monteringarna togs bort. Hotchkiss-kulsprutorna placerades på nya plattformar mellan skorstenarna och ett par Browning 13,2-millimeters kulsprutor installerades framför bron. Tartu fick ett brittiskt Alpha 128 ASDIC-system i oktober 1941 som hade tagits från ett annat fartyg.

## Konstruktion och tjänstgöring

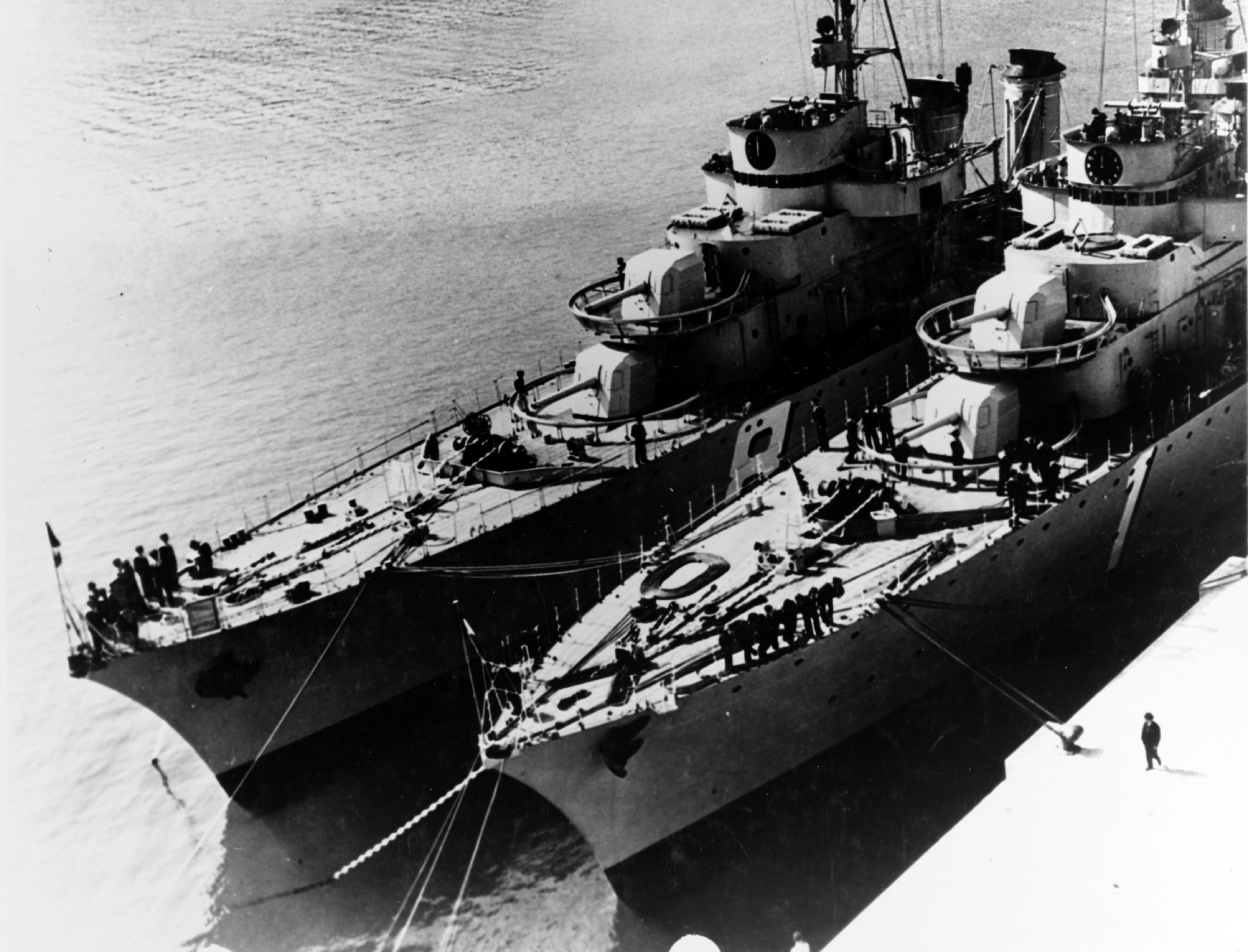
Tartu (höger) och Vauquelin dockade i Monte Carlo

Tartu, uppkallad efter Jean-François Tartu, beställdes den 1 februari 1930 från Ateliers et Chantiers de la Loire som en del av 1929 års flottprogram. Hon kölsträcktes vid deras Saint-Nazaire-varv den 14 september 1930, sjösattes den 7 december 1931 och togs i tjänst den 8 februari 1933. Hon var det enda fartyget i sin klass som färdigställdes enligt tidsplanen.
När Vauquelin-klassen togs i tjänst tilldelades de den 5:e och den nybildade 6:e lätta divisionen (Division légère (DL)) som senare ombetecknades till spaningsdivisioner (Division de contre-torpilleurs). Tartu och hennes systerfartyg Chevalier Paul och Cassard tilldelades den 5:e DL i gruppen av stora jagare (Groupe de contre-torpilleurs (GCT)) i den 3:e eskadern (3e Escadre), baserad i Toulon. Tartu tjänstgjorde som flaggskepp för GCT, som återgick till sin tidigare beteckning 3:e lätta skvadronen den 15 september 1936, tills hon avlöstes av sin syster Maillé Brézé den 12 oktober 1938. Den 27 juni 1935 deltog alla Vauquelin-klass jagare, utom Cassard, i en flottuppvisning som leddes av marinministern (Ministre de la Marine) François Piétri i Baie de Douarnenez efter kombinerade manövrar av 1:a och 2:a skvadronerna.
Efter det spanska inbördeskrigets utbrott i juli 1936 fick contre-torpilleurs och jagare i Medelhavet i uppdrag att hjälpa franska medborgare i Spanien och att patrullera de övervakningszoner som tilldelats Frankrike med en månatlig rotation från och med den 24 september som en del av icke-interventionsavtalet. Från och med den 1 oktober var Tartu flaggskepp för konteramiral (contre-amiral) Emmanuel Ollive medan hon fortfarande tillhörde den 5:e lätta divisionen tillsammans med sina systerfartyg Chevalier Paul och Vauquelin. Hennes andra systrar Kersaint, Maillé Brézé och Cassard tillhörde den 9:e lätta divisionen, som båda tilldelades Medelhavseskadern. I maj-juni 1938 kryssade Medelhavseskadern i östra Medelhavet; eskadern ombetecknades till Medelhavsflottan (Flotte de la Méditerranée) den 1 juli 1939.

### Andra världskriget
Den 27 augusti 1939, i väntan på krig med Nazityskland, planerade den franska flottan att omorganisera Medelhavsskvadronen till FHM med tre skvadroner. När Frankrike förklarade krig den 3 september beordrades omorganisationen och 3:e lätta skvadronen, som inkluderade 5:e och 9:e spaningsdivisionerna med alla jagare av Vauquelin-klass, tilldelades 3:e skvadronen som överfördes till Oran, franska Algeriet, den 3 september. Den 5 april 1940 tilldelades den 5:e spaningsdivisionen med Chevalier Paul, Tartu och Maillé Brézé Force Z i väntan på en allierad invasion av Norge; deras uppdrag var att eskortera konvojer mellan Skottland och Norge. Den tyska invasionen den 9 april föregrep de allierade och Tartu började inte sina eskortuppdrag förrän i mitten av april när hon skyddade konvoj FP-1 som transporterade bergsinfanteri (5e Demi-Brigade de Chasseurs alpins) för att delta i Namsos-kampanjen den 19 april. Den 24-27 april eskorterade fartyget konvoj FP-2 som transporterade ytterligare bergsinfanteri till Harstad, Norge, för att delta i slaget om Narvik. Den 3-4 maj deltog hon tillsammans med Chevalier Paul, jagaren Milan och de brittiska jagarna HMS Sikh och HMS Tartar i ett misslyckat försök att genskjuta en tysk konvoj. Den 5:e spaningsdivisionen återvände till Toulon den 27 maj eftersom Medelhavsflottan höll på att utveckla planer för att anfalla italienarna om de skulle besluta sig för att gå med i kriget. Efter att italienarna förklarat krig den 10 juni planerade flottan att bomba installationer på den italienska kusten. Tartu och resten av 5:e spaningsdivisionen var bland de fartyg som beordrades att anfalla mål i Vado Ligure. Jagaren fick i uppdrag att bomba oljetankar. Två italienska MAS-båtar på patrull försökte attackera de franska fartygen, men bara en kunde avfyra en torped innan de drevs iväg med lätta skador av den franska elden. Skadebedömningar efteråt avslöjade att liten skada hade orsakats trots att över 1 600 skott av alla kalibrar hade avfyrats under bombardemanget.

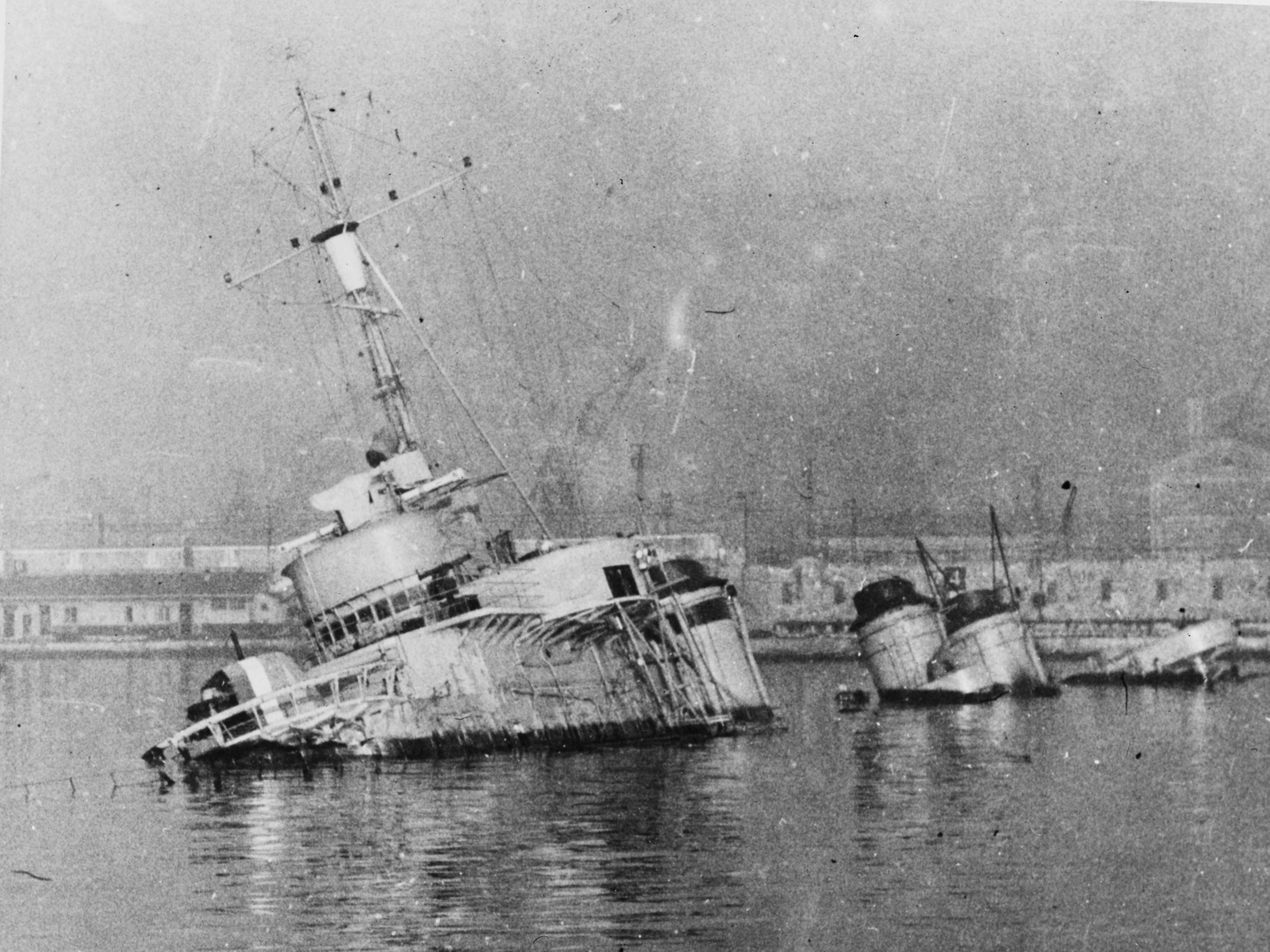
Tartu efter att hon hade borrats i sank

Efter den franska kapitulationen den 22 juni anföll Royal Navy fartygen i Mers-el-Kébir, franska Algeriet, den 3 juli för att förhindra att de överlämnades till tyskarna. För att undvika en attack mot fartygen som var baserade i Oran i närheten styrde de mot Toulon och Tartu var ett av de fartyg som mötte upp dem på vägen och eskorterade dem till Toulon. Vichyfrankrike reformerade FHM den 25 september efter att ha förhandlat fram regler som begränsade styrkans aktiviteter och antal med de italienska och tyska vapenstilleståndskommissionerna. Tartu var i reserv tills hon tilldelades den den 15 november. Efter att de allierade invaderat franska Libanon och Syrien i juni 1941 transporterade Tartu, Cassard och den tunga kryssaren Foch en infanteribataljon från Alger, franska Algeriet, till Marseille som var avsedd att förstärka Levanten mellan den 30 juni och 1 juli. Kort därefter påbörjade Tartu en ombyggnad som varade från den 4 juli till den 4 augusti. Fartyget överfördes till Alger, franska Algeriet, i början av december för att förbereda sig för att eskortera det skadade slagskeppet Dunkerque tillbaka till Toulon i februari 1942. Efter att de allierade invaderat franska Nordafrika den 8 november försökte tyskarna erövra de franska fartygen i Toulon intakta den 27 november, men fartyget sänktes av sin besättning. Tartu lade sig på hamnens botten och fick svår slagsida; bärgningsförsöken övergavs den 11 december 1943. Hennes vrak träffades av bomber under tre allierade flygräder i mars-april 1944 under kriget och hennes vrak skrotades 1956.